# Nira Chamberlain
Nira Chamberlain est un mathématicien britannique d'origine jamaïcaine et basé à Birmingham. Chercheur et vulgarisateur en mathématiques, il promeut la diversité des profils dans les sciences de la mathématique.

## Biographie

### Vie et éducation
Nira Chamberlain est né le 17 juin 1969 à Birmingham. Passionné de mathématiques à l'école, il fait une licence en mathématiques à Coventry Polytechnic. Il en sort diplômé en 1991. À l'université de Loughborough, il obtient un Master of science en modélisation mathématique industrielle en 1993. En 2014, il passe un doctorat à l'université de Portsmouth, sous la direction de Andrew Osbaldestin, intitulé Extension du problème de la ruine du joueur sur des réseaux (Extension of the gambler's ruin problem played over networks).

### Recherche et carrière
Nira Chamberlain est consultant principal chez SNC-Lavalin et, depuis 2020, président de l'Institute of Mathematics and its Applications,.
Nira Chamberlain donne des conférences publiques sur l'importance des mathématiques dans les réalisations humaines et de leur pertinence dans la vie quotidienne,. En 2016, il anime un atelier d'une journée au London International Youth Science Forum, à l'Imperial College de Londres.

#### Travail de recherche
Nira Chamberlain travaille pour l'industrie en réalisant des modélisations mathématiques. Avec le compromis mathématique coût-capacité réalisé pour le HMS Queen Elizabeth, il modélise les coûts d'exploitation des porte-avions par rapport aux budgets alloués.  Ce travail est cité dans l'Encyclopédie des mathématiques et de la société.
En 2012, il participe au projet Être un mathématicien professionnel (Being a Professional Mathematician) du STEM du Royaume-Uni,.

#### Vulgarisation de la Mathématique
Il fait partie de la Société mathématiques européenne, de l'Operational Research Society, de la London Mathematical Society et de l'Institute of Mathematics and its Applications (IMA); institut dont il est nommé membre du conseil en 2009 et en 2015.
En 2017, il intervient dans  l'atelier du New Scientist  "Le monde mathématique". En 2018, il est nommé "mathématicien le plus intéressant du monde" par le Big Internet Math Off organisé par le site Aperiodical. En 2019, il donne une conférence à la Maxwell Society sur "Les mathématiques qui peuvent arrêter une apocalypse de l'IA". Il fait des apparitions dans les médias britanniques, à la BBC, et est un orateur pour Speakers for Schools,. En 2021, il est l'invité de l'émission The Life Scientific de la BBC Radio 4.

#### Influenceur pour la diversité
Nira Chamberlain milite pour la diversité dans les sciences mathématiques. Il donne des conférences dans des écoles publiques britanniques pour Speakers for Schools, . Les héros noirs des mathématiques (The Black Heroes of Mathematics) est une de ses conférences populaire au Royaume-Uni donnée pendant le mois de l'histoire des Noirs,. En 2016, les Black Cultural Archives lui demande de soumettre sa propre biographie mathématique. Celle-ci est partiellement publiée dans Mathematics Today. En 2017, 2019, 2020 et 2021, il est dans la Powerlist qui publie les 100 personnes britanniques influentes afro descendantes,,. Il rappelle son histoire et ouvre la voie pour les nouvelles générations[passage promotionnel]. L'expérience vécue par son propre fils montre qu'il doit continuer à promouvoir les mathématiques en vulgarisant les propos et en démontrant l'utilité dans la vie de tous les jours et pour tous[passage promotionnel].

## Distinctions
En 2014, il est désigné un des meilleurs scientifiques du Royaume-Uni, parmi les cinq mathématiciens de l'historique de cette distinction.